# Лицея кубеба
Лицея кубеба, или Лицея лимонная (лат. Litsea cubeba, syn. Litsea citrata) — древесное растение рода Лицея (Litsea) семейства Лавровые (Lauraceae), источник ценного эфирного масла.

## Описание
Листопадные кустарники или небольшие деревья, 8—10 м высотой. Ветви голые или опушенные. Листья очередные на черешках длиной 6—20 мм, листовая пластинка ланцетная, продолговатая или эллиптическая, размерами 4—11 × 1,1—2,4 см, голая с обеих сторон, с клиновидным основанием и заострённым кончиком. Плод около 5 мм в диаметре, созревший чёрного цвета на ножке длиной 2—4 мм. Цветение февраль—март, плодоношение июль—август.

## Распространение
Естественный ареал простирается от юга Китая и Японии до запада Малезийской области. Произрастает в тропических областях Юго-Восточной Азии, встречается на территории Ассам, Бангладеш, Камбоджи, Юг и Юго-Восток Китая, на островах Хайнань, Тайвань, в Японии, на Яве, на Суматре, Борнео, в Малайзии, Мьянме, Таиланде, Лаосе, Вьетнаме, в Восточных Гималаях, Непале, Тибете.
Предпочитает солнечные склоны, на высотах 300—3200 метров над уровнем моря, заселяет редкие леса, обочины дорог, берега рек.

## Значение и применение
Культивируется в тропических регионах Азии, Америки и Австралии, ради плодов из которых дистилляцией получают эфирное масло Litsea cubeba fruit oil. Реже масло более низкого качества получают из листьев. Выход эфирного масла составляет 3—5 %, главный компонент масла цитраль (60—85 %) с характерным сладким лимонным запахом — цитрусово-фруктовым ароматом. Масло используется в качестве ароматизатора в парфюмерии, при производстве мыла, химической промышленностью в качестве сырья для синтеза витамина А.
Древесина иногда используется для изготовления мебели и других изделий. Разные части растения находят применение в медицине.

## Таксономия
Litsea cubeba (Lour.) Pers., Synopsis Plantarum 2: 4. 1807

### Синонимы
- Actinodaphne citrata (Blume) Hayata
- Aperula oxyphylla (Nees) Blume
- Benzoin aromaticum (Brandis) Rehder
- Benzoin cubeba (Lour.) Hatus.
- Benzoin oxyphyllum (Nees) Kuntze
- Cubeba pipereta Raf.
- Daphnidium cubeba (Lour.) Nees
- Daphnidium oxyphyllum Nees
- Laurus cubeba Lour.basionym
- Laurus piperita Meisn.
- Lindera aromatica Brandis
- Lindera citrata (Blume) Koidz. — Лицея лимонная[1]
- Lindera dielsii H.Lév.
- Lindera reticulosa Kosterm.
- Litsea citrata Blume
- Litsea cubeba f. obtusifolia Y.C.Yang & P.H.Huang
- Litsea piperita Mirb.
- Malapoenna citrata (Blume) Kuntze
- Malapoenna cubeba (Lour.) Kuntze
- Malapoenna oliveriana Kuntze
- Persea cubeba (Lour.) Spreng.
- Tetranthera citrata (Blume) Nees
- Tetranthera cubeba (Lour.) Kostel.
- Tetranthera diepenhorstii Miq.
- Tetranthera floribunda Champ. ex Benth.

### Разновидности
- Litsea cubeba var. cubeba
- Litsea cubeba var. formosana (Nakai) Yen C. Yang & P. H. Huang